# Amauroascus kuehnii
Amauroascus kuehnii är en svampart som beskrevs av Arx 1971. Amauroascus kuehnii ingår i släktet Amauroascus och familjen Onygenaceae.   Inga underarter finns listade i Catalogue of Life.